# Landkreis Hualien
Der Landkreis Hualien (chinesisch 花蓮縣, Pinyin Huālián Xiàn, Tongyong Pinyin Hualián Siàn, W.-G. Hua-lien Hsien) ist ein Landkreis der Republik China auf Taiwan. Er nimmt den zentralen Teil Osttaiwans ein und ist mit 4628 km² der flächenmäßig größte aller 22 Landkreise und Städte der Republik China. Seine Hauptstadt ist die Stadt Hualien.

## Lage
Der Landkreis Hualien grenzt im Norden an den Landkreis Yilan, im Nordwesten an die Stadt Taichung, im Westen an den Landkreis Nantou, im Südwesten an die Stadt Kaohsiung, im Süden an den Landkreis Taitung und im Osten an den Pazifischen Ozean.
Der größte Teil des Kreisgebiets wird von der zentralen Gebirgskette Taiwans, dem Chungyang-Gebirge, eingenommen, das im Nordosten bis ans Meer reicht. Dort befindet sich am Unterlauf des Flusses Liwu die in Marmorfelsen gegrabene Taroko-Schlucht, eine der größten Natursehenswürdigkeiten Taiwans. Die Schlucht ist die wichtigste Touristenattraktion des Landkreises Hualien und eingebettet in den Taroko-Nationalpark, welcher nahezu den gesamten Norden des Kreises umfasst.
Um die Kreisstadt Hualien erstreckt sich eine schmale Küstenebene, südlich davon trennt das Huatung-Tal das Zentralgebirge von dem bis zu 1682 m hohen Haian-Küstengebirge. Der Yushan-Nationalpark reicht in den Südwesten des Landkreises hinein. Dort befindet sich an der Grenze zum Nachbarkreis Nantou der Xiuguluan Shan (秀姑巒山), der mit 3805 m höchste Berg des Landkreises Hualien.

## Bevölkerung
Aufgrund seiner abgeschiedenen Lage erreichten chinesische Siedler das Gebiet des Landkreises Hualien erst Mitte des 19. Jahrhunderts, später als andere Teile Taiwans. Heute zählt der gebirgige Landkreis zu den am dünnsten besiedelten Regionen der Insel. Die einzige größere Stadt ist mit etwa 98.500 Einwohnern (September 2024) die Kreisstadt Hualien.
Der Landkreis Hualien ist Hauptsiedlungsgebiet der Amis, des größten indigenen Volkes Taiwans. Darüber hinaus beheimatet er Angehörige der Atayal, Bunun, Truku, Sakizaya und Kavalan. Insgesamt stellen die indigenen Völker etwa ein Viertel der über 300.000 Einwohner, weitere 30 % entfallen auf Angehörige der Hakka.

## Verkehr und Infrastruktur
Der Landkreis Hualien ist neben dem südlichen Nachbarkreis Taitung der einzige Landkreis Taiwans, der nicht an das Autobahnnetz angeschlossen ist. Die wichtigsten Straßen sowie die östliche Hauptstrecke der Taiwanischen Eisenbahn durchqueren den Landkreis in Nord-Süd-Richtung. Die Tarokoschlucht ist Ausgangspunkt einer 3275 m hohen Passstraße über den Hehuanshan in den Landkreis Nantou, welche die einzige direkte Straßenverbindung durch das Inselinnere nach Zentral- und Westtaiwan darstellt.
Die Hauptstadt Hualien verfügt über den wichtigsten Hafen an der Ostküste Taiwans und den überwiegend für Inlandsflüge genutzten Flughafen Hualien. Von dem Flughafen gibt es Charterflüge in andere asiatische Länder sowie seit Dezember 2016 auch Linienflüge nach Hongkong.
An Eisenbahnverbindungen bestehen die Nordverbindungslinie (北迴線) zwischen der Stadt Hualien und der Stadt Yilan im nördlich angrenzenden Landkreis Yilan, die weitgehend in unmittelbarer Küstennähe verläuft, sowie die Taitung-Linie (台東線) zwischen der Stadt Hualien und der Stadt Taitung im südlich angrenzenden Landkreis Taitung, die durch das Huatung-Tal verläuft.

## Politik
Das Selbstverwaltungsorgan des Landkreises ist der Kreistag von Hualien (花蓮縣議會,  Huālián Xiàn Yìhuì), der aus 33 Delegierten besteht und alle vier Jahre gewählt wird. Traditionell hat die Kuomintang eine starke Position in der Politik des Landkreises. Bei der Wahl 2014 erreichte sie die absolute Mandatsmehrheit. Vorsteher des Landkreises ist der alle 4 Jahre direkt gewählte Landrat (花蓮縣長). Bei der Wahl 2016 entsandte der Landkreis einen Vertreter der Demokratischen Fortschrittspartei (DPP) in den Legislativ-Yuan. 2020 wurde ein Parteiunabhängiger gewählt.

## Symbole des Landkreises
Einige Pflanzen und Tiere sind zu offiziellen Symbolen des Landkreises erklärt worden. Die Pappelfeige ist der offizielle Baum des Landkreises. Der Baum hat eine gewisse religiöse Bedeutung, da der Buddha Siddhartha Gautama unter einer Feige meditierend seine Erleuchtung erfahren haben soll. Vogel des Landkreises ist der Blutpirol (Oriolus traillii), ein taiwanischer Singvogel, der seinen deutschen Namen von seiner tiefroten Bauchfärbung erhalten hat, und die offizielle Blume des Landkreises ist die Lotosblume, die ebenfalls als Symbol der Reinheit eine gewisse Bedeutung im Buddhismus besitzt.

## Städte und Gemeinden
| Gemeinden im Landkreis Hualien |
| --- |
| Xiulin Xincheng Hualien Ji’an Shoufeng Fenglin Fengbin Guangfu Ruisui Wanrong Yuli Zhuoxi Fuli Landkr. Miaoli Landkreis Yilan Taichung Landkreis Nantou Landkreis Taitung Kao- siung |

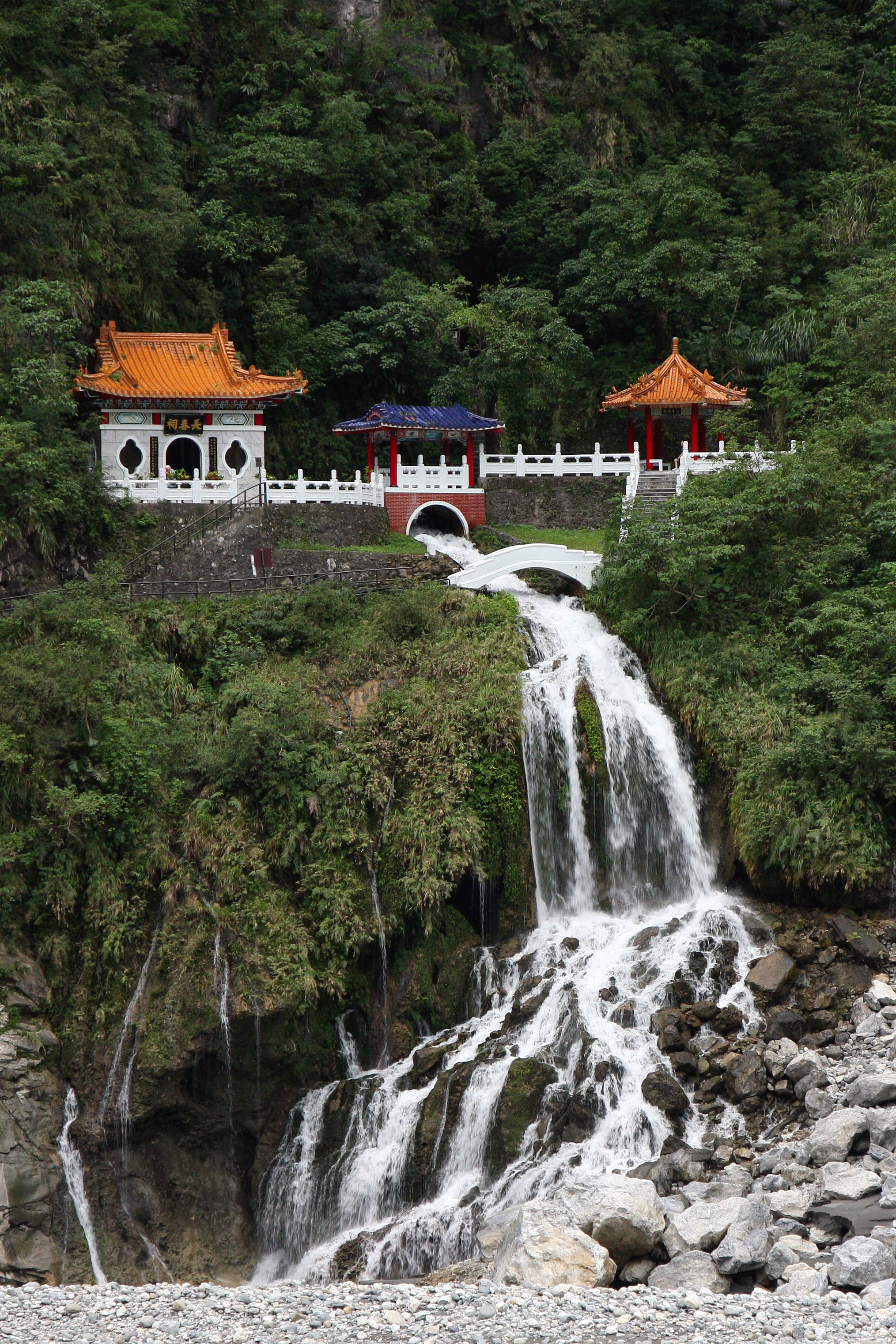
Der Changchun-Schrein in der Tarokoschlucht

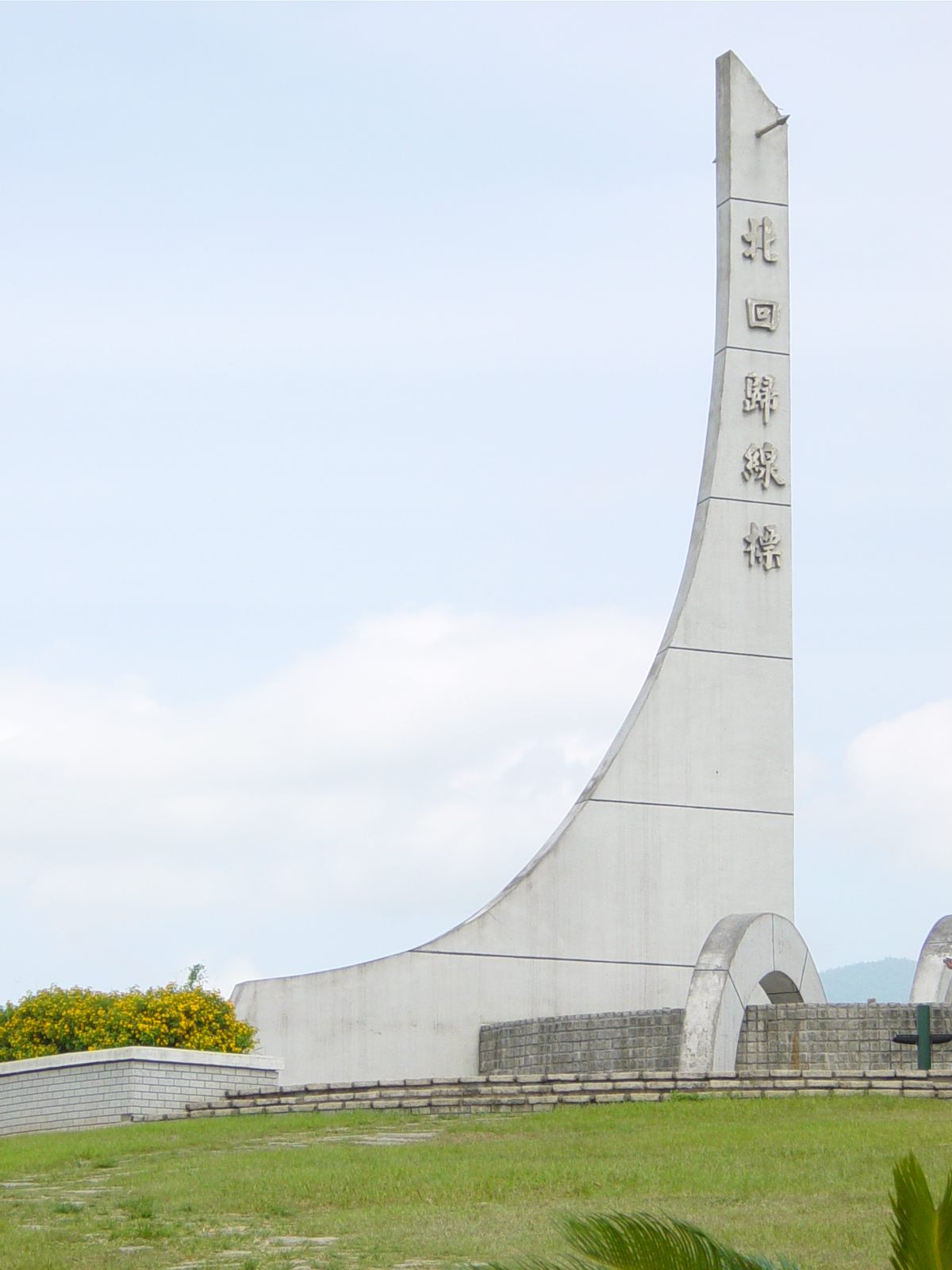
Monument an der Stelle, wo die Küstenstraße Hualien-Taitung den nördlichen Wendekreis kreuzt

Die Kreisstadt Hualien ist die einzige Stadt (市,  Shì) des Landkreises. Daneben gibt es zwei Stadtgemeinden (鎮,  Zhèn) und zehn Landgemeinden (鄉,  Xiāng).
Einige Gemeinden haben japanische Namen aus der Zeit der japanischen Herrschaft über Taiwan zwischen 1895 und 1945. Alle Gemeinden des Landkreises haben den Status von „Regionen der indigenen Völker“, in denen die indigenen Kulturen und Sprachen besondere Förderung erfahren sollen.
Die Einwohnerzahlen und Flächenangaben zu den Gemeinden waren nach der amtlichen Statistik vom April 2018 die folgenden:
| Gemeinde                            | chin.  | Hanyu Pinyin   | Taiwanisch (POJ) | Fläche (km²) | Einwohner | Ew./km² |
| ----------------------------------- | ------ | -------------- | ---------------- | ------------ | --------- | ------- |
| 1 Stadt                             |        |                |                  |              |           |         |
| Hualien                             | 花蓮市 | Huālián Shì    | Hoa-liân-chhī    | 29,4095      | 104.003   | 3536    |
| 2 Stadtgemeinden                    |        |                |                  |              |           |         |
| Fenglin                             | 鳳林鎮 | Fènglín Zhèn   | Hōng-lîm-tìn     | 120,5181     | 10.857    | 90      |
| Yuli                                | 玉里鎮 | Yùlǐ Zhèn      | Gio̍k-lí-tìn      | 252,3719     | 24.235    | 96      |
| 7 Landgemeinden                     |        |                |                  |              |           |         |
| Fengbin                             | 豐濱鄉 | Fēngbīn Xiāng  | Hong-pin-hiong   | 162,4332     | 4515      | 28      |
| Fuli                                | 富里鄉 | Fùlǐ Xiāng     | Hù-lí-hiong      | 176,3705     | 10.366    | 59      |
| Guangfu                             | 光復鄉 | Guāngfù Xiāng  | Kong-ho̍k-hiong   | 157,1100     | 12.868    | 82      |
| Ji’an                               | 吉安鄉 | Jí'ān Xiāng    | Kiat-an-hiong    | 65,2582      | 83.646    | 1282    |
| Ruisui                              | 瑞穗鄉 | Ruìsuì Xiāng   | Sūi-sūi-hiong    | 135,5862     | 11.694    | 86      |
| Shoufeng                            | 壽豐鄉 | Shòufēng Xiāng | Siū-hong-hiong   | 218,4448     | 18.016    | 83      |
| Xincheng                            | 新城鄉 | Xīnchéng Xiāng | Sin-siâⁿ-hiong   | 29,4095      | 20.104    | 684     |
| 3 Berglandgemeinden der Ureinwohner |        |                |                  |              |           |         |
| Wanrong                             | 萬榮鄉 | Wànróng Xiāng  | Bān-êng-hiong    | 618,4910     | 6435      | 10      |
| Xiulin                              | 秀林鄉 | Xiùlín Xiāng   | Siù-lîm-hiong    | 1641,8555    | 15.888    | 10      |
| Zhuoxi                              | 卓溪鄉 | Zhuóxī Xiāng   | Toh-khe-hiong    | 1021,3130    | 6079      | 6       |